# Hermaville

Hermaville este o comună în departamentul Pas-de-Calais, Franța. În 1 ianuarie 2022 avea o populație de 532 de locuitori.